# Šarlatán
Šarlatán  (título original en checo; en español, El charlatán, Op. 14) es una ópera tragicómica en tres actos (siete escenas) con música y libreto en checo de Pavel Haas, basado en una novela en alemán del año 1929, Doktor Eisenbart, de Josef Winckler (1881–1966), que se basaba en la vida del cirujano itinerante Johann Andreas Eisenbarth. Se estrenó en el Zemské Divadlo de Brno, el 2 de abril de 1938.  
La ópera se compuso entre 1934 y 1937. Una suite en seis movimientos (Op. 14) basada en temas de la ópera, que iba a dar publicidad al estreno, se retransmitió por la Orquesta de la Radio de Brno el 14 de junio de 1937. Al final, el estreno se pospuso dos veces, pero tuvo lugar por fin en el Zemské Divadlo v Brně, hoy el teatro Mahen de Brno, el 2 de abril de 1938.  
Es una ópera poco representada en la actualidad; en las estadísticas de Operabase aparece con sólo dos representaciones en el período 2005-2010, pero es la más representada de Haas.